# 자폐 스펙트럼
자폐 스펙트럼 또는 자폐 스펙트럼 장애(영어: Autism Spectrum Disorders, ASD)는 자폐 장애를 비롯하여 자폐증의 진단기준은 충족하지 않으나 전체 또는 일부 특징이 비슷한 여러 증후군을 모은 개념이다. 사회생활의 문제와 제한적인 관심사 등을 공통적인 특징으로 하며, 대표적인 예시로 아스퍼거 증후군, 사반트 증후군 등을 포함한다.
DSM-5에서는 아스퍼거 증후군, 상세불명의 전반적 발달장애, 아동기 붕괴성 장애 등을 묶어 자폐 스펙트럼으로 분류하였다. 이들은 다른 사회성 장애들과 함께 전반적 발달 장애를 구성한다. 장애인복지법에서는 자폐성 장애를 장애로 인정하므로, 자폐 스펙트럼 장애도 자폐성 장애인으로 장애인등록이 가능하다.
전체 인구의 1% 정도가 자폐 스펙트럼에 속하는 것으로 추정되며, 남성의 경우가 여성보다 4배 이상 흔하다.

## 원인
이른바 자폐 장애의 고전적 기준에서 삼대 요인이라고 하는 자폐 증상에 관한 유전적, 인지적, 신경학적 차원의 일반 원인이 있다고 오랫동안 인정되어 왔다. 그러나 자폐증은 주요 측면이 동시에 발생하는 각각의 원인을 가지고 있다는 복합적인 장애라는 의혹이 불거지고 있다. 자폐 스펙트럼 장애의 단일한 원인이 있을 가능성은 없지만, 연구 문헌에서 밝혀진 많은 위험 인자들은 발병의 원인이 될 수 있다. 위험인자로는 유전적 요인, 임신전 요인, 임신 전후 요인, 신경해부학적 이상, 환경적 요인이 있다. 일반적인 위험인자를 발견하는 것은 가능하지만, 특정인자(specific factor)를 지적하는 것은 더욱 어렵다. 최신 지식 수준에서, 증상의 예측은 포괄적 수준에 불과하며 따라서 일반 지표를 필요로 한다.

## 분류

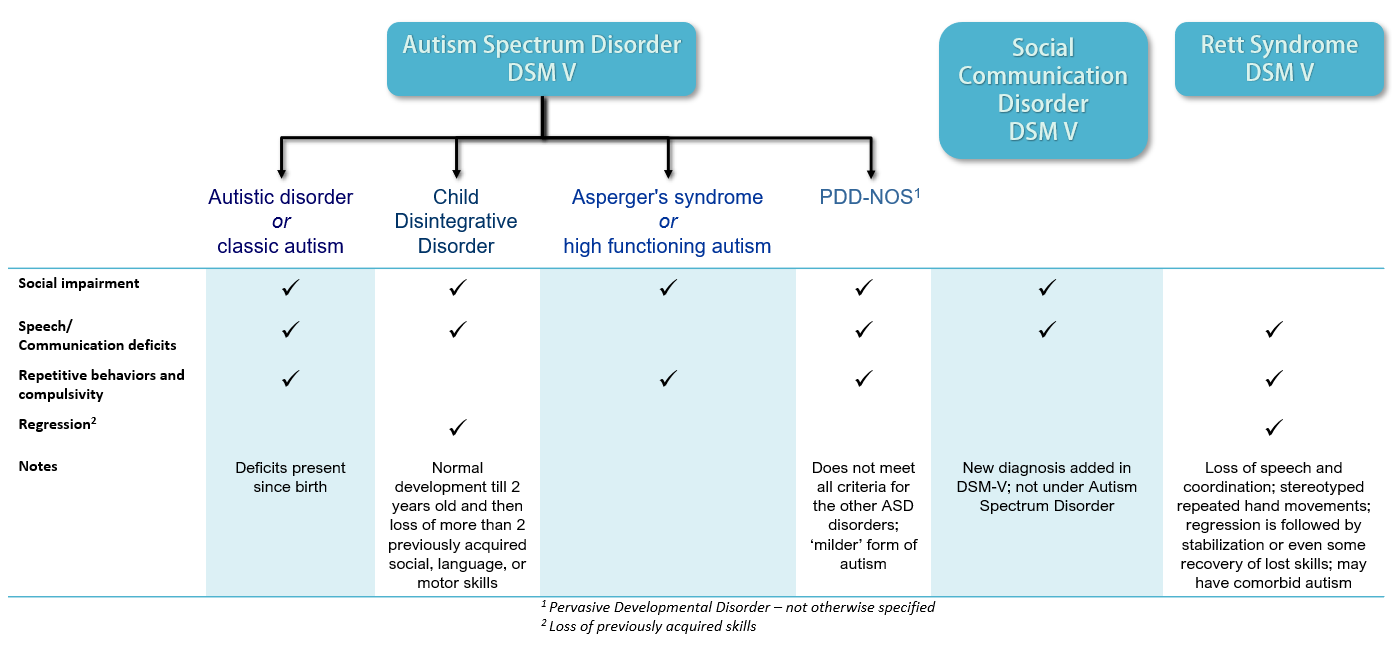
자폐 스펙트럼의 분류

- 일반적인 자폐 장애: 해당 진단 기준을 충족하는 경우
- 아스퍼거 증후군, 고기능 자폐 장애: 사회화나 제한적 관심사 등 일부 증상을 보이나 언어능력이나 지능 발달에 지연이 적다.
- 아동기 붕괴성 장애: 만 2세경까지 정상적으로 발달하다가 이후 발달이 거의 멈추고 퇴행을 보인다. 정도가 심한 자폐 스펙트럼으로 여겨진다.
- 기타 (PDD-NOS): 대체로 자폐증의 특징을 보이나 진단기준은 충족하지 못하는 경우를 총칭한다.

## 특징 및 성격
자폐증은 영아기나 유아기에 먼저 나타나며 보통은 완치(remission) 없이 꾸준한 경로를 따른다. 자폐증 환자들은 일부 분야에서 심각하게 장애가 있지만 다른 분야에서는 평균적이거나 우수할 수 있다. 명백한 특징은 생후 6개월 후부터 조금씩 시작되며 2-3세에 완전히 모습을 드러낸다. 또한 성인기까지 지속되지만 종종 보다 약화된 형태로 나타나기도 한다. 비정상적인 섭식(atypical eating)과 같은 다른 부분 역시 흔하지만 진단에 있어 필요한 것은 아니다.
환자가 다음과 같은 특성을 보일 때 임상의들은 자폐스펙트럼장애를 진단한다.
- 사회적 상호작용 혹은 의사소통의 어려움이 일상적으로 나타남
- 제한된 혹은 반복되는 행동들, 자기 자극 행동(stimming)이라고도 함
- 변화에 대한 저항 혹은 제한된 관심사

이런 특징들은 적절하게 나타날 때 다음과 같은 특징과 함께 전형적인 것으로 평가된다.
- 취업이나 교육을 획득하거나 유지하는 것의 문제
- 사회적 관계를 처음 시작하거나 유지하는 것의 어려움
- 정신 건강이나 학습 장애 서비스와의 연계
- 신경 발달 증상(학습장애 및 주의력결핍과잉행동장애(ADHD) 포함) 혹은 정신 건강 질환 내력 있음[10][11]
- 비정상적인 충동적 성향
- 절제되지 못하는 성욕

## 치료
자폐 스펙트럼의 관리는 완치보다는 증상 완화와 삶의 질 개선에 중점을 둔다. 예를 들어 상담을 통해 가족 등 주변인과의 불화를 낮추고, 약물이나 심리치료로 여러 증상을 줄이고, 행동 교정을 통해 사회적, 직업적 문제를 최소화하는 시도가 있다. 대체로 지능이 높을수록 치료가 비교적 효과적이고 예후가 좋다. 자폐 스펙트럼 장애의 명확한 치료법은 없으나 아스퍼거 증후군은 경우에 따라 사회적 경험을 쌓으며 증상이 완화되기도 한다. 일각에서는 환자들의 특징에 따라 각자에게 맞는 방식의 관리가 이루어져야 한다고 지적한다.

## 원인
자폐 스펙트럼 장애에는 유전적 요인이 분명히 작용하는 것으로 보이나 그 원리와 기전에 대해서는 잘 알려진 바가 없으며, 드물게 나타나는 특정 돌연변이들이 주요 원인인지 아니면 비교적 흔한 유전 변이들의 상호작용의 결과인지도 불분명하다. 이러한 복잡성은 자폐성 장애의 발현에 다수의 유전자, 환경적 영향, 후성유전학적 요소들이 상호작용하여 영향을 미치기 때문에 발생한다. 현재로서 자폐 스펙트럼 장애는 멘델 유전적인 방법, 즉 단일한 유전자나 단일한 염색체 이상에 대한 분석으로는 추적이 불가능하다. 유전적 위험요인은 쌍둥이 연구에서 잘 드러나며, ASD를 진단받은 아이의 부모가 다음 아이를 낳았을 때 그 아이는 ASD으로 진단될 확률이 7-20% 정도인 것으로 조사되었다. 또한 유전적 위험요인이 확인되지 않는 가정에서 태어난 아이의 자폐증은 상당히 많은 경우 결실, 중복, 역위와 같은 유전자 구조 변이에 의하여 발생하는 것이라는 연구가 있다.
취약 X 증후군과 같이 확실한 유전적 원인이 있는 ASD의 사례도 있으나 이것이 원인이 되는 것은 전체 ASD 환자의 2% 정도에 불과하다. 진화정신의학에서는 관련 유전자가 인간의 지능, 창의성 또는 체계화 능력과 연관이 있어 오늘날까지 살아남아 내려올 수 있었을 것으로 추정하기도 한다.
자폐 스펙트럼은 인종이나 사회경제적 집단 등을 막론하고 나타나지만 모든 문화권에서 여아보다 남아의 진단율이 크게 높다. 이 성차에 관해 후성유전학적인 불균형한 유전자 각인에 의해 부모의 유전자가 서로 다르게 발현된다는 각인된 뇌 가설(imprinted brain hypothesis)이나 자폐 스펙트럼의 뇌를 태아기에 노출된 테스토스테론 수치와 연관지어 공감보다 체계화에 특화된 '극단적으로 남성적인 뇌'로 설명하는 공감-체계화 이론(empathising-systemising (E-S) theory)이 설명을 제시하기도 했으나 이것들은 여전히 합의된 사실이 없는 가설이다. 2020년에 몇몇 연구에서는 X 염색체 상의 유전자 변이가 ASD와 연관되어 있을 가능성을 이유로 제시하였는데, 특히 이에 관해 NLGN4X 단백질이 주목받고 있다.

## 같이 보기
- 발달장애
- 자폐 장애
- 아스퍼거 증후군
- 조현병